# 科学出版社
科学出版社，是一家中华人民共和国出版社。ISBN代码為978-7-03。

## 概述
由前中国科学院编译局与1930年代创建的有较大影响的龙门联合书局合并，于1954年8月成立，是一个以出版学术书刊为主的出版社，隶属中国科学院。1993年，科学出版社荣获首批“全国优秀出版社”称号，同年恢复“龙门书局”这一历史名称作为副牌。作为中华人民共和国最大的综合性科技出版社之一，科学出版社将立足科技、面向教育、面向未来做为出版宗旨。